# Ludwig Salgo
Ludwig Salgo (ursprünglich: Lajos Salgo; * 24. November 1946 in Budapest) ist ein ungarisch-deutscher Familienrechtler.

## Leben
Salgo entstammt einer ungarischen Großgrundbesitzerfamilie mit jüdischem Hintergrund. Seine Mutter floh mit ihm und seiner Schwester 1956 nach der Niederschlagung des Volksaufstandes aus Ungarn. Er besuchte für zwei Jahre die Reformschule Birklehof in Hinterzarten (Schwarzwald). Nach dem Abitur 1968 studierte er Rechts- und Gesellschaftswissenschaften an den Universitäten Tübingen und Frankfurt am Main. Von 1974 bis 1977 war er Gerichtsreferendar und schloss 1977 mit dem Zweiten Staatsexamen ab. Von 1977 bis 1982 arbeitete er als Anwalt in einer selbst mitgegründeten Kanzlei in Frankfurt. Von 1982 bis 1988 war er Wissenschaftlicher Mitarbeiter von Spiros Simitis an der Universität Frankfurt. Seine Promotionsschrift zur „Pflegekindschaft und Staatsintervention“ aus dem Jahr 1987 ist bis heute Fundament für kindesorientierte Rechtspolitik in Pflegekindschaftswesen. Ab 1988 war er Professor an der Fachhochschule für Sozialwesen in Esslingen. Ab 1992 lehrte er als Professor für Familien- und Jugendrecht an der Fachhochschule Frankfurt. Anfang 2012 ging er in den Ruhestand. Er lehrt seit 2015 als Seniorprofessor am Fachbereich Erziehungswissenschaften der Goethe-Universität Frankfurt am Main und ist dort außerplanmäßiger Professor am Fachbereich Rechtswissenschaft.
Seit seiner Zeit als Rechtsanwalt tritt er für die Rechte von Kindern in familiengerichtlichen Auseinandersetzungen ein. Mit seinen Schriften („Der Anwalt des Kindes“) gab er Anstoß zur Einführung der Rechtsfigur einer eigenständigen Interessenvertretung für Kinder im familiengerichtlichen Verfahren. Für das Bundesverfassungsgericht, den Bundestag und Ministerien war er als Gutachter tätig, wenn es um die Gefährdung des Kindeswohls oder die rechtliche und psychosoziale Situation von Heim- und Pflegekindern ging.
Er war lange Vizepräsident des Deutschen Kinderschutzbundes (DKSB) und ist seit 1998 stellvertretender Vorsitzender des DKSB Frankfurt.

## Ehrungen
- 1987: Walter-Kolb-Gedächtnispreis für seine Dissertation
- 2012: Verdienstkreuz 1. Klasse der Bundesrepublik Deutschland